# Benji Gregory
Benji Gregory, född Benjamin Gregory Hertzberg den 26 maj 1978 i Los Angeles, Kalifornien, död 13 juni 2024 i Peoria, Arizona, var en amerikansk skådespelare, mest känd som Brian Tanner i TV-serien ALF 1986–1990.
Benji Gregorys far, farbröder och syster var alla skådespelare, och hans farmor var Gregorys agent.
Förutom ALF medverkade han i flera andra amerikanska TV-serier, bland annat Fantastic Max mellan 1988 och 1990, Pound Puppies 1986–1987, Murphy Brown 1988, Fantasy Island 1978, The A-Team 1984, T.J. Hooker 1984, Amazing Stories 1985, The New Twilight Zone 1985 och Mr. Boogedy 1986. Han gjorde därtill ett mindre framträdande i filmen Jumpin' Jack Flash från 1986 med Whoopi Goldberg.